# Čuang-c'

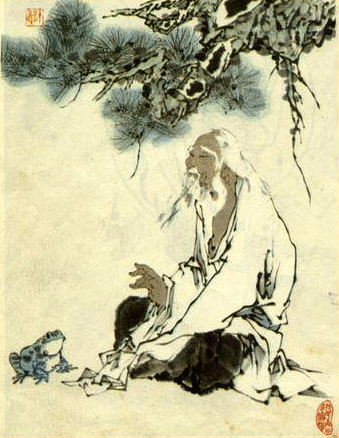

Čuang-c’ (čínsky 莊子; pinyin: Zhuāng Zǐ; Wade-Giles: Chuang Tzu; německá transkripce: Dschuang Dsi) je:
1. historická osoba „Mistr Čuang“. Patří společně s Lao-c'em k nejvýznamnějším představitelům filosofického taoismu (道家; Dàojiā). Žil ve státě Sung (dnešní provincie Che-nan) na přelomu čtvrtého a třetího století př. n. l. (bývají uváděna životní data 369–298 př. n. l. nebo 370–286 př. n. l.) v období válčících států a tzv. sta filosofických škol,
2. zároveň název textu, jenž je pravděpodobně kolektivním dílem samotného Čuang-c’a a jeho následovníků. Vedou se spory o tom, zdali text Zhuangzi vznikl dříve než text Tao-te-ťing, či zdali tomu bylo naopak. Většina badatelů se přiklání k druhé možnosti, čili že Tao-te-ťing je starší. Text Čuang-c’, jak jej známe dnes, je výsledkem editorské práce komentátora z období dynastie Ťin Kuo Sianga (zemřel 312 n. l.). Původních 52 kapitol zredukoval na 33, když vyřadil části, které se mu zdály sporné.

## Členění textu
Od Guo Xianga pochází rozdělení těchto 33 kapitol do tří částí: Vnitřní Kapitoly (čínsky Neipian, kapitoly 1-7), Vnější Kapitoly (čínsky Waipian, kapitoly 8-22), Různé Kapitoly (čínsky Zapian, kapitoly 23-33). Badatelé, kteří se textem Zhuangzi zabývali, dělili kapitoly ještě podle dalších kritérií. Např. Angus Charles Graham rozlišuje v textu pět „autorských hlasů“: (1) historická osoba Zhuangzi, (2) pozdější následovníci Zhuangzi, (3) následovníci ovlivnění filosofem Yang Zhu, (4) „Primitivista“, svými myšlenkami blízký Daodejingu, (5) „Synkretisté“, kteří snad sestavili první verzi textu. Liu Xiaogan v textu rozlišuje (1) Vnitřní kapitoly, (2) Zhuangovu školu, (3) Anarchistické kapitoly a (4) školu Huang-Lao. Jak je vidět, nejméně spornou část textu tvoří prvních sedm kapitol, které všichni shodně připisují historickému Zhuangzi.
Vnitřní Kapitoly jsou rozděleny do sedmi tematických celků: (1) Blažená volnost (čínsky xiao yao you) (2) K jednotě věcí a mínění (čínsky qi wu lun) (3) Zásady pěstován života (čínsky yang sheng zhu) (4) Mezi lidmi (čínsky ren jian shi) (5) Důkaz morální síly (čínsky de chong fu)(6) Nejvznešenější učitel (čínsky da zong zhi) (7) Pravý císař a král (čínsky ying di wang).

## Charakter textu
Text Zhuangzi se skládá z krátkých příběhů a anekdot, v nichž vystupují mnozí známí filosofové, jako např. Konfucius, Mistr Hui, Liezi… Zhuangzi si hraje s jazykem, zdůrazňuje, že si v anekdotách vymýšlí a nepředstírá, že prezentuje historická fakta. Text oplývá nejen filosofickými, ale i literárnímí kvalitami a měl vliv na další čínskou literární tvorbu. Zakládá tradici hyperbolického, fantaskního projevu. Čerpá z mytologické tradice.

## Filosofie
Zhuangzi bývá západními filosofy označován za relativistu, skeptika, perspektivistu, individalistu či mystika. Naznačuje také filosofii jazyka a poznání. Jako perspektivistický relativista ukazuje, že veškeré úsudky jsou relativní vzhledem k proměnlivému kontextu. Svět se neustále proměňuje, a proto bychom se měli vyvarovat kategorických soudů. Dokonalý člověk je zcela přizpůsoben běhu světa, jedná spontánně (wuwei), je oproštěn od konvencí, k ničemu se neupíná. Coby skeptik Zhuangzi popírá možnost rozlišovat mezi dobrým a špatným. V přírodě není dobré a špatné, je jen přirozené. Smrt není špatná, je přirozenou součástí života. Možnosti jazyka a slov jsou omezené, skutečné vědění nezískáme prostřednictvím jazyka, ale prozřením. Pro Zhuangzi jako mystika je cílem plná přítomnost v přirozeném světě bez zbytečného hloubání, bez snahy zavést řád. Filosofie Zhuangzi měla velký vliv na vývoj chanového a následně zenového myšlení.

## Ukázka
Zdálo se Čuangovi, že je motýl, jenž poletuje kolem, motýl se cítil motýlem, nic mu nechybělo, nevěděl, že je Čuang. Náhle se probudil a ustrnul, je Čuang! A teď neví, zdálo se Čuangovi, že je motýl, nebo se zdá nyní motýlu, že je Čuang? Čuang nebo motýl, přece tu musí být nějaký rozdíl! A tomu se říká proměnlivost věcí! (Zhuangzi, přeložil Oldřich Král)